# Musée national d'ethnologie (Japon)
Pour les articles homonymes, voir Musée national d'ethnologie.
Le musée national d'ethnologie (国立民族学博物館, Kokuritsu Minzoku-gaku Hakubutsukan) est l'un des principaux musées du Japon. C'est l'institut de recherche le plus important du Japon dans les disciplines des sciences humaines et sociales, créé en 1974 et ouvert au public en 1977.

## Bâtiments
Le musée est bâti sur les anciens terrains de l'Expo '70 dans la ville de Suita, préfecture d'Osaka.

## Collections
La collection de base, connue sous le nom « collection grenier », est une collection ethnologique du début du XXe siècle de matériels principalement japonais, dont quelques objets archéologiques du début de la période Jōmon (dans la collection Morse). D'autres collections sont rassemblées pour l'ouverture en 1977 et les activités de collecte se poursuivent depuis.
La collection se compose principalement de films, d'images fixes, d'enregistrements sonores et d'objets qui représentent les divers aspects de la vie quotidienne, de l'agriculture à la nourriture, la vie urbaine, l'artisanat populaire et la religion. Les expositions permanentes de toutes les grandes régions du monde ne présentent qu'une partie de la collection complète.
Deux expositions spéciales d'une durée d'environ trois mois sont présentées au printemps et à l'automne de chaque année, et il y a de nombreuses petites expositions temporaires sur des thèmes particuliers.

## Bibliothèque
La bibliothèque du musée est l'une des plus grandes bibliothèques universitaires de référence en plusieurs langues au Japon, avec des livres et des revues en japonais, anglais, chinois, espagnol et autres. La bibliothèque est liée au réseau national de bibliothèques universitaires publiques.

## Institut de recherche
Le musée dispose d'un effectif d'environ 70 chercheurs et soutient activement les visites de chercheurs au Japon et à l'étranger.
Le musée propose des cours de doctorat en association avec les hautes études supérieures inter-universitaires du Japon (Sōkendai), organisation inter-institutionnelle qui assure l'administration pour les élèves placés dans des instituts publics de recherche et les laboratoires dans tout le Japon.
Le Musée national d'ethnologie est un membre fondateur de l'Institut national des sciences humaines (INSH), Japon.